# Disparitions forcées en Algérie

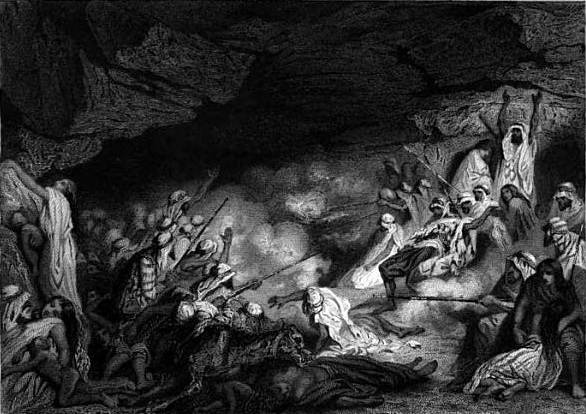
Enfumades des Grottes du Dahra, eau forte de Tony Johannot (1803-1852).

Les disparitions forcées en Algérie, sont des enlèvements et ou arrestations de personnes civiles hors de tout cadre légal effectué par les autorités, d'abord l'administration coloniale française durant la conquête du pays à partir de 1830 en Algérie française et pendant la guerre d'Algérie entre 1954 et 1962, puis par la suite entre 1992 et 1997, période au cours de laquelle plusieurs milliers de personnes disparaissent en Algérie. Une partie des disparitions forcées est attribuée aux islamistes mais une autre l'est aux services de sécurité de l'État. Les statistiques officielles sont d'environ 6 000 disparus, mais d'autres sources parlent de 17 000. La guerre civile algérienne cause en tout entre 150 000 et 200 000 morts. En 2005, une compensation financière est versée aux familles des personnes disparues, mettant un terme officiel aux enquêtes de la police.

## Disparitions forcées pendant la colonisation et la guerre d'Algérie

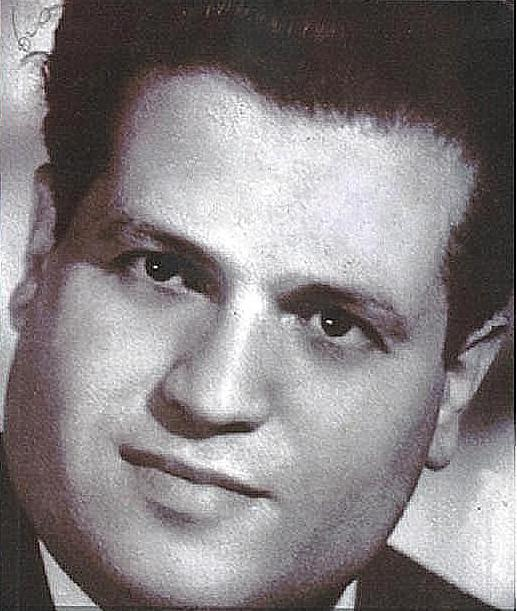
L'avocat et militant nationaliste algérien Ali Boumendjel, disparu en 1957.

L'Algérie a perdu le quart de sa population de 1830 à 1849, sur une population estimée à 3 millions d’habitants à l’arrivée des Français, la conquête fait 700 000 morts. C'est pendant cette période qu'a été pratiqué les enfumades. Des villages pourchassés par l'armée se réfugient dans des cavernes que les militaires ferment par des broussailles auxquelles ils mettent le feu, entrainant la mort des villageois. C'est le général Thomas Roberd Bugeaud qui préconise d’agir sans ménagement avec les fuyards, hommes, femmes, enfants et troupeaux, qui se réfugient dans les cavernes : « Enfumez-les comme des renards !  » Le colonel Aimable Pélissier s’exécute. L'enlèvement du mathématicien Maurice Audin, qui fut torturé et dont le corps ne fût jamais retrouvé est dénoncée par Pierre Vidal-Naquet, qui entreprend de décrire le système de la disparition forcée à partir de 1958 (L'affaire Audin 1957-1978). Bien qu'ayant reconnu l'usage de la torture pendant la guerre d’Algérie, le général Bigeard a toujours nié que les troupes placées sous son commandement s'y fussent livrées. L’expression « crevettes Bigeard » désigne les personnes qui ont été exécutées lors de « vols de la mort », en étant jetées depuis un hélicoptère en mer Méditerranée, les pieds coulés dans une bassine de béton, lors de la guerre d’Algérie (1954-1962), plus particulièrement pendant la bataille d’Alger en 1957, entre janvier et septembre. Le jeune député Jean-Marie Le Pen, engagé volontaire, participe à l'opération visant à éradiquer le nationalisme algérien. Il avoue avoir pratiqué la torture avant de se rétracter lorsqu'il devient candidat à la présidentielle. Le cas de l’avocat Ali Boumendjel, enlevé le 9 février 1957, torturé et « suicidé » le 23 mars 1957, dont Malika Rahal a écrit l’histoire démontre une pratique récurrente de l'armée,. Pendant la période de la guerre d'Algérie durant la bataille d'Alger, les escadrons de la mort, unité du général Aussaresses ont arrêté 24 000 personnes durant six mois parmi lesquels 3 000 ont disparu. Le secrétaire général pour la police de la préfecture d'Alger, Paul Teitgen, écœuré, décide d'arrêter de les comptabiliser afin que sa présence ne confère pas une apparence de légalité à ces pratiques inqualifiables. Quelques mois après les accords d'Évian, à Oran le 5 juillet 1962, une manifestation tourne au massacre, en quelques heures près de 700 personnes ont été tuées ou ont disparu sans laisser de trace,. 
Ces disparitions forcées ont lieu dans le cadre d'une stratégie militaire élaborée et appliquée pour la préservation de l'État colonial français en Algérie théorisée sous le nom de doctrine de la guerre révolutionnaire (DGR). Le but d'une telle stratégie millitaire est le contrôle de la population en usant de violences psychologiques et physiques. Les premiers premiers traités théorisant la DGR sont écrits par Charles Lacheroy et Roger Trinquier, et après la guerre d'Algérie, sont exportés en Amérique Latine et enseignées dans les École des Amériques. 
Malika Rahal et Fabrice Riceputti ont initié le projet 1000 autres pour documenter les disparitions forcées durant la guerre d'Algérie. 

## Disparitions forcées pendant la décennie noire
En 1989 une nouvelle constitution autorise le multipartisme en Algérie et le Front islamique du salut gagne le premier tour des éléctions en 1991. Le gouvernement, devant une victoire du FIS inéluctable interrompt le processus électoral et décrète l'état d'urgence. Pendant la guerre civile qui s'ensuit communément appelée décénnie noire ont lieu de nombreuses disparitions forcées, leur nombre se situant entre sept et vingt mille selon les estimations,.  Les crimes de disparitions forcées ont été commis par les groupes islamistes armés et les agents des services de sécurité de l’État qui s'affrontaient.
Smaïn Mohamed, membre de la Ligue algérienne de défense des droits humains, avait alerté la presse sur le fait que les gendarmes et le chef de la milice d’autodéfense de Relizane étaient en train d’essayer d’exhumer et de déplacer les corps pour effacer les traces des crimes. Il est alors accusé et le tribunal de Relizane le condamné le 5 janvier 2002 pour diffamation; après son recours en appel, la Cour a alourdi sa peine (un an de prison et 210 000 dinars d’amende). Il s’est pourvu en cassation.
En 1998 une cellule socio-psycho-juridique de soutien (destinée initialement aux victimes de terrorisme) est fondée par Djazaïrouna

### Lutte pour la reconnaissance des disparitions forcées
Le Collectif des familles de disparu(e)s en Algérie (CFDA) est une association française créée en 1998 par des familles algériennes à la recherche de leurs proches enlevés dans le contexte de la décennie noire. Nassera Dutour, mère d'Amine Amrouche, jeune homme de 21 ans disparu en janvier 1997 dans la banlieue d’Alger, s'allie à des familles qui vivent un drame similaire et donne une impulsion décisive à ce collectif,,. Nassera Dutour est critique à l'égard de la Charte de la réconciliation nationale qu'elle considère comme une forme déguisée d'amnistie — au même titre que la « loi de clémence » promulguée en 1995 par le président Liamine Zeroual, sous couvert de politique de « réconciliation nationale » ; selon elle, la Charte « prône l’oubli et le silence des victimes, et amnistie même les agents de l’État coupables de crimes et de violations des droits de l’Homme ». Dutour critique aussi la loi sur la Concorde civile qui favoriserait selon elle « l’impunité et l’oubli », du fait notamment que l’article 46 « menace de prison ferme les victimes qui refusent de se taire ».
Les personnes disparues deviennent comme les milliers de morts anonymes que le gouvernement a décidé d’identifier par la lettre X. En novembre 2002, le président de la CNCPPDH affirmait à l’organisation Human Rights Watch : « Ma conviction est que la majorité des « disparus » n’a rien à voir avec les groupes armés » . Il rejetait ainsi l’une des affirmations faites par les dirigeants qui veulent dégager la responsabilité des forces de l’ordre. « Je pense que le nombre total se situe entre 7000 et 10000, peut-être même 12000 (...) Il a précisé qu’il parlait des cas dont étaient responsables les forces de l’ordre et leurs alliés ». Pour l’organisation Human Rights Watch qui avait demandé des statistiques sur ce sujet au gouvernement dans une lettre datée du 16 mai 2002, restée sans réponse, « Il n’existe pas non plus d’estimation fiable qui révèlerait l’ampleur du problème ». L’organisation Somoud «estime que le nombre d’Algériens et d’Algériennes enlevés par les groupes armés depuis 1992 se situe aux alentours de 10 000, dont plus de la moitié reste manquante. Rabha Tounsi, Secrétaire national de l’Organisation Nationale des Victimes du terrorisme et Ayants Droit (ONVTAD), a affirmé à une délégation de Human Rights Watch le 22 mai 2000 qu’il existait environ 4 200 cas de personnes enlevées par les groupes armés dont les corps n’ont pas été retrouvés ».
En novembre 2004, Nassera Dutour présente au Tribunal permanent des peuples présidé par Salvatore Senese (it) un dossier sur les disparitions forcées au sein d'un rapport sur « les violations des droits de l’Homme en Algérie (1992-2004) ». En 2006, « le Conseil des Droits de l’Homme (CDH) de l’ONU condamne l’Algérie pour deux disparitions forcées imputables aux agents des services de sécurité de l’État, à savoir celles de Salah Saker (enseignant, disparu à Constantine en mai 1994) et de Riad Boucherf (fabricant de chaussures à Alger, disparu en 1995) à la suite de plaintes déposées trois années plus tôt par le CFDA ». Toutefois, l'impunité se perpétue : d'une part la Convention internationale pour la protection de toutes les personnes contre les disparitions forcées censée entrer en vigueur en 2010, n’est pas ratifiée ; d'autre part, dans la Charte pour la paix et la réconciliation nationale adoptée le 29 septembre 2005 par référendum, les disparitions « ne sont pas qualifiées de “forcées” » ; enfin, de nombreux auteurs d'enlèvements durant la guerre civile algérienne sont amnistiés.

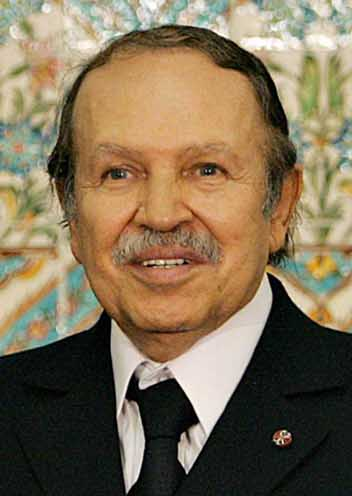
Abdelaziz Bouteflika, président de l'Algérie pendant 20 ans (1999-2019).

Certaines factions des forces de sécurité algériennes sont considérées responsables de 6 146 cas de disparitions forcées selon un rapport de  Farouk Ksentini - président la  commission consultative sur les droits de l'homme - transmis à Abdelaziz Bouteflika en 2005. Farouk Ksentini estime que l'État algérien est « responsable mais pas coupable », ce qui constitue une reconnaissance officielle et la fin de la négation de ces disparitions.  Ali Yahia Abdenour, président et membre fondateur de la Ligue algérienne de défense des droits de l'homme (Laddh) s'est insurgé de cette conclusion récusant la culpabilité de l'État algérien.
En 2007 l'Algérie signe la convention de l'ONU contre les disparitions forcées.
Le CFDA a lancé en octobre 2017 des « Journées contre l’oubli », « une semaine de projections, de rencontres et de débats pour dire non au « déni de la vérité et de la Justice » à l’occasion du 12e anniversaire de la Charte de la réconciliation nationale ».
La webradio Radio des sans voix fondée en 2016 par le collectif des familles des disparus en Algérie et lancée par Nassera Dutour  recueille les témoignages des familles de disparus en Algérie. La radio des sans voix s'insère dans un ensemble d'initiatives visant à aider les familles des disparus, comme la création d'un mémorial virtuel et la diffusion de films documentaires sur les disparitions forcées par le  Collectif des familles de disparu(e) s en Algérie.
En 2020 et 2021 des recherches académiques sur la torture et le processus de deuil des femilles de personnes disparues utilisent les entretiens enregistrés par la radio des sans voix,.

## Voir Aussi

### Filmographie
- 10 949 femmes de Nassima Guessoum, 2014.